# ألكسندر أونيل
ألكسندر أونيل (بالإنجليزية: Alexander O'Neal) هو كاتب أغاني ومغني ومغن مؤلف وملحن أمريكي، ولد في 15 نوفمبر 1953 في ناتشيز في الولايات المتحدة.

## وصلات خارجية
- الموقع الرسمي
- ألكسندر أونيل على موقع IMDb (الإنجليزية)
- ألكسندر أونيل على موقع ميوزك برينز (الإنجليزية)
- ألكسندر أونيل على موقع أول ميوزيك (الإنجليزية)
- ألكسندر أونيل على موقع ديسكوغز (الإنجليزية)
- ألكسندر أونيل على موقع قاعدة بيانات الفيلم (الإنجليزية)